# Probezzia pallida
Probezzia pallida är en tvåvingeart som beskrevs av Malloch 1914. Probezzia pallida ingår i släktet Probezzia och familjen svidknott. Inga underarter finns listade i Catalogue of Life.